# STS-4
STS-4 est la quatrième mission de la navette spatiale américaine.

## Équipage
- Commandant : Thomas K. Mattingly (2)  États-Unis
- Pilote : Henry W. Hartsfield (1)  États-Unis

Le chiffre entre parenthèses indique le nombre de vols spatiaux effectués par l'astronaute, STS-4 inclus.

## Paramètres de la mission
- Masse :
  - Navette au décollage : 109 616 kg[1]
  - Navette à l'atterrissage : 94 774 kg
  - Chargement : 11 109 kg
- Périgée : 295 km
- Apogée : 302 km
- Inclinaison : 28,5°
- Période : 90,3 min

## Objectifs
Déployer la première charge utile militaire confidentielle du département de la Défense (DoD 82-1).

## Déroulement du vol
STS-4 a été lancé du Kennedy Space Center (KSC) le 27 juin 1982 à 11h00 (heure de l’est), avec Ken Mattingly en tant que commandant et Henry Hartsfield comme pilote. Cette mission a respecté pour la première fois l'heure du lancement. Ce fut aussi le dernier vol de recherche et de développement dans le programme, après quoi la NASA a considéré la navette opérationnelle. Après ce vol, les sièges éjectables de Columbia ont été désactivés et les équipages de navette n'ont plus porté de combinaison pressurisées jusqu'à STS-26 en 1988.
La cargaison de STS-4 est constituée des premières charges spéciales Getaway, dont neuf expériences scientifiques fournies par des étudiants de l'Utah State University et une charge utile US Air Force classifiée, composée de deux systèmes de détection de lancement de missiles. Un centre de contrôle de mission secrète à Sunnyvale, en Californie, a participé à la surveillance du vol. Mattingly, qui était un officier de marine actif, a décrit plus tard la charge utile classée (deux capteurs pour détecter les lancements de missiles) comme une « collection de choses mineures qu'ils voulaient voler ».
Au milieu de la soute de la navette, un système d'électrophorèse en flux continu (Continuous Flow Electrophoresis System) et le réacteur à latex mono-dispersé (Mono-disperse Latex Reactor) ont volé pour la deuxième fois. Les membres de l'équipage ont mené un sondage éclair avec des caméras portables et ont effectué des expériences médicales sur eux-mêmes pour deux projets étudiants. Ils ont également exploité le système de manipulation à distance (Canadarm) avec un instrument appelé le Moniteur de contamination de l'environnement induit (Induced Environment Contamination Monitor) monté à son extrémité, conçu pour obtenir des informations sur les gaz ou les particules libérées par l'orbiteur en vol.
Columbia a atterri le 4 juillet 1982 à 9h09 (heure du Pacifique), sur la piste de béton n° 22 de 4 600 m de la base aérienne d'Edwards, le premier atterrissage de navette sur une piste de béton. Le président Ronald Reagan et sa femme Nancy ont salué l'équipage à leur arrivée. Après le débarquement, le président Reagan a prononcé un discours à la foule réunie à Edwards, au cours de laquelle il a déclaré la navette spatiale opérationnelle. Il a été suivi par des commentaires de Mattingly et Hartsfield et un survol de la nouvelle navette Challenger au sommet du SCA (avion de transport de navette), dirigé vers le Centre spatial Kennedy (KSC).
Le vol a duré 7 jours, 1 heure, 9 minutes et 31 secondes, et a couvert une distance totale de 4 700 000 kilomètres en 112 orbites complètes. La mission a atteint tous les objectifs, à l'exception de la charge utile de la Force aérienne, mais les propulseurs d'appoint à poudre de la navette (SRB) ont été perdus lorsque leurs principaux parachutes ont flanché, ce qui a eu pour effet que les enveloppes vides ont percuté l'océan à grande vitesse et ont coulé. STS-4, ainsi que STS-51-L, ont été les seules missions où les SRB n'ont pas pu être récupérés.
Columbia est retournée au KSC le 15 juillet.